# Девернин-и-Леграс, Пабло
Па́бло Деверни́н-и-Легра́с (исп. Pablo Desvernine y Legrás; 1823 — 1 марта 1910) — кубинский пианист.
Учился музыке на Кубе у обосновавшегося здесь французского педагога Хуана Федерико Эдельмана, затем с 1842 г. в Париже у Ф. В. Калькбреннера; брал уроки также у Сигизмунда Тальберга. Выступал в составе фортепианного трио со скрипачом Жаном Жозефом Видалем и виолончелистом Огюстом Франкоммом, концертировал в Испании вместе со своим соотечественником Фернандо Аристи (в частности, выступив перед королевой Изабеллой II).
В 1847 г. Девернин вернулся на Кубу, где проявил себя как организатор различных музыкальных событий. В 1854 г., наряду с Аристи и Николасом Руисом Эспадеро, принимал на Кубе одного из ведущих американских композиторов XIX века Луи Моро Готшалка.
На рубеже 1860-70-х гг. работал в Нью-Йорке как музыкальный педагог, был одним из первых наставников Эдуарда Макдауэлла.
Девернин был женат на Каролине Гальдос, племяннице писателя Бенито Переса Гальдоса. Один из их четырёх сыновей, Пабло Девернин-и-Гальдос, стал крупным государственным деятелем, послом Кубы в США, а затем Государственным секретарём Кубы.